# Черанезі
Черанезі (італ. Ceranesi, ліг. Çeranexi) — муніципалітет в Італії, у регіоні Лігурія, метрополійне місто Генуя.
Черанезі розташоване на відстані близько 420 км на північний захід від Рима, 12 км на північ від Генуї.
Населення — 3908 осіб (2014).
Щорічний фестиваль відбувається 29 серпня. Покровитель — Nostra Signora della Guardia.

## Демографія
Населення за роками:

Станом на 1 січня 2023 року в муніципалітеті офіційно проживало 112 іноземців з 29 країн, серед них 37 громадян країн Євросоюзу та 15 громадян України.

## Сусідні муніципалітети
- Бозіо
- Кампомороне
- Генуя